# Charles Coutard
Charles Coutard, né le 17 novembre 1952 à Poissy, est un ancien pilote de moto trial. Il est le fils de Claude Coutard, l'un des pionniers et promoteurs de la moto trial en France. Le passion familiale pour la moto trial se poursuit avec son fils Arthur, spécialiste reconnu du trial freestyle. 

## Biographie
Durant les années 1970 et jusqu'au début des années 1980, Charles Coutard a été l'un des principaux pilotes français engagés dans les épreuves du championnat du monde de trial. Il a également remporté le titre de champion de France de trial à huit reprises, de 1971 à 1977 et en 1979.  
Le 25 octobre 1983, il effectue l'ascension partielle de la Tour Eiffel par les escaliers, en compagnie de Jöel Descuns, tous deux au guidon d'une moto JCM. Les deux pilotes parviennent au 2e étage, établissant un nouveau record d'ascension à moto du célèbre édifice. 

## Motos utilisées en compétition
- Bultaco 250 Sherpa T Type 49
- SWM 320
- Yamaha TY 250[5]